# Многосопочное
Многосопочное (каз. Многосопочное) — исчезнувшее село в Бурабайском районе Акмолинской области Казахстана. 

## Географическое положение
Располагалось в 10 км к западу от села Савинка, у озера Караунгир.

## Население
На карте 1961 г. в Многосопочном значатся 19 жителей.